# Lista di asteroidi (649001-650000)
Di seguito una lista di asteroidi dal numero 649001  al 650000 con data di scoperta e scopritore.

## 649001–649100
| Nome   | Designazione provvisoria | Data di scoperta  | Scopritore                 |
| ------ | ------------------------ | ----------------- | -------------------------- |
| 649001 | 2010 TL186               | 4 novembre 2010   | Mount Lemmon Survey        |
| 649002 | 2010 TG193               | 19 novembre 2007  | Mount Lemmon Survey        |
| 649003 | 2010 TE195               | 2 ottobre 2010    | Spacewatch                 |
| 649004 | 2010 TJ195               | 15 agosto 2001    | AMOS                       |
| 649005 | 2010 TC197               | 17 marzo 2012     | Mount Lemmon Survey        |
| 649006 | 2010 TC198               | 9 ottobre 2010    | Mount Lemmon Survey        |
| 649007 | 2010 TU198               | 11 ottobre 2010   | Mount Lemmon Survey        |
| 649008 | 2010 TC206               | 9 ottobre 2010    | Mount Lemmon Survey        |
| 649009 | 2010 TJ212               | 9 ottobre 2010    | Mount Lemmon Survey        |
| 649010 | 2010 TN212               | 9 ottobre 2010    | Spacewatch                 |
| 649011 | 2010 TT212               | 2 ottobre 2010    | Mount Lemmon Survey        |
| 649012 | 2010 TK217               | 14 ottobre 2010   | Mount Lemmon Survey        |
| 649013 | 2010 TU217               | 12 ottobre 2010   | Mount Lemmon Survey        |
| 649014 | 2010 TW221               | 13 ottobre 2010   | Mount Lemmon Survey        |
| 649015 | 2010 TY221               | 13 ottobre 2010   | Mount Lemmon Survey        |
| 649016 | 2010 TK224               | 14 ottobre 2010   | Mount Lemmon Survey        |
| 649017 | 2010 TO224               | 18 gennaio 2008   | Spacewatch                 |
| 649018 | 2010 TP224               | 14 ottobre 2004   | Spacewatch                 |
| 649019 | 2010 TH227               | 14 ottobre 2010   | Mount Lemmon Survey        |
| 649020 | 2010 TP229               | 11 ottobre 2010   | Mount Lemmon Survey        |
| 649021 | 2010 TV230               | 14 ottobre 2010   | Mount Lemmon Survey        |
| 649022 | 2010 UZ10                | 11 settembre 2010 | Mount Lemmon Survey        |
| 649023 | 2010 UF11                | 13 dicembre 2006  | CSS                        |
| 649024 | 2010 UK24                | 28 ottobre 2010   | Mount Lemmon Survey        |
| 649025 | 2010 UY27                | 31 dicembre 2007  | Spacewatch                 |
| 649026 | 2010 UB29                | 16 agosto 2001    | NEAT                       |
| 649027 | 2010 UF39                | 23 ottobre 2006   | Spacewatch                 |
| 649028 | 2010 UZ40                | 30 ottobre 2010   | Z. Kuli, K. Sárneczky      |
| 649029 | 2010 UR44                | 12 ottobre 2010   | Spacewatch                 |
| 649030 | 2010 UL47                | 18 settembre 2010 | Mount Lemmon Survey        |
| 649031 | 2010 UB50                | 19 novembre 2006  | Spacewatch                 |
| 649032 | 2010 UK50                | 31 ottobre 2010   | Spacewatch                 |
| 649033 | 2010 UN56                | 11 settembre 2010 | Mount Lemmon Survey        |
| 649034 | 2010 UZ62                | 26 gennaio 2003   | LONEOS                     |
| 649035 | 2010 UH63                | 23 ottobre 2006   | Mount Lemmon Survey        |
| 649036 | 2010 UQ63                | 6 febbraio 2007   | Spacewatch                 |
| 649037 | 2010 UA64                | 31 ottobre 2010   | Z. Kuli, K. Sárneczky      |
| 649038 | 2010 UH68                | 3 giugno 2014     | Pan-STARRS                 |
| 649039 | 2010 UY72                | 29 ottobre 2010   | Spacewatch                 |
| 649040 | 2010 UU86                | 12 novembre 2006  | Mount Lemmon Survey        |
| 649041 | 2010 UB94                | 18 ottobre 2006   | Spacewatch                 |
| 649042 | 2010 UA100               | 30 ottobre 2010   | Mount Lemmon Survey        |
| 649043 | 2010 UV100               | 13 ottobre 2010   | Mount Lemmon Survey        |
| 649044 | 2010 UP112               | 19 settembre 2014 | Pan-STARRS                 |
| 649045 | 2010 UL121               | 17 ottobre 2010   | Mount Lemmon Survey        |
| 649046 | 2010 UU126               | 28 ottobre 2010   | Mount Lemmon Survey        |
| 649047 | 2010 UY128               | 19 ottobre 2010   | Mount Lemmon Survey        |
| 649048 | 2010 UD131               | 17 ottobre 2010   | Mount Lemmon Survey        |
| 649049 | 2010 UR131               | 17 ottobre 2010   | Mount Lemmon Survey        |
| 649050 | 2010 UQ134               | 31 ottobre 2010   | Spacewatch                 |
| 649051 | 2010 VF5                 | 1 novembre 2010   | Mount Lemmon Survey        |
| 649052 | 2010 VA6                 | 29 marzo 2008     | Spacewatch                 |
| 649053 | 2010 VN14                | 24 gennaio 2003   | A. Boattini, O. R. Hainaut |
| 649054 | 2010 VJ15                | 1 novembre 2010   | K. Nishiyama, T. Sakamoto  |
| 649055 | 2010 VO17                | 2 novembre 2010   | LINEAR                     |
| 649056 | 2010 VE24                | 2 ottobre 2010    | Mount Lemmon Survey        |
| 649057 | 2010 VN27                | 13 ottobre 2010   | CSS                        |
| 649058 | 2010 VO32                | 3 maggio 2008     | Mount Lemmon Survey        |
| 649059 | 2010 VV33                | 8 settembre 2010  | R. Holmes                  |
| 649060 | 2010 VK42                | 18 settembre 2010 | Mount Lemmon Survey        |
| 649061 | 2010 VU43                | 1 novembre 2010   | Mount Lemmon Survey        |
| 649062 | 2010 VK49                | 3 novembre 2010   | Spacewatch                 |
| 649063 | 2010 VU52                | 3 novembre 2010   | Mount Lemmon Survey        |
| 649064 | 2010 VY53                | 3 novembre 2010   | Mount Lemmon Survey        |
| 649065 | 2010 VM55                | 11 settembre 2010 | Mount Lemmon Survey        |
| 649066 | 2010 VF58                | 30 novembre 2005  | Spacewatch                 |
| 649067 | 2010 VC69                | 4 novembre 2010   | L. Elenin                  |
| 649068 | 2010 VP69                | 31 ottobre 2010   | Z. Kuli, K. Sárneczky      |
| 649069 | 2010 VN75                | 27 novembre 2006  | Spacewatch                 |
| 649070 | 2010 VJ78                | 5 aprile 2003     | Spacewatch                 |
| 649071 | 2010 VB83                | 5 novembre 2010   | L. Bernasconi              |
| 649072 | 2010 VT85                | 28 ottobre 2010   | Spacewatch                 |
| 649073 | 2010 VA93                | 7 novembre 2010   | Mount Lemmon Survey        |
| 649074 | 2010 VU95                | 29 ottobre 2010   | Spacewatch                 |
| 649075 | 2010 VS99                | 4 novembre 2010   | Mount Lemmon Survey        |
| 649076 | 2010 VJ100               | 16 novembre 2006  | Spacewatch                 |
| 649077 | 2010 VK102               | 12 settembre 2001 | Spacewatch                 |
| 649078 | 2010 VH109               | 6 novembre 2010   | Mount Lemmon Survey        |
| 649079 | 2010 VM113               | 30 ottobre 2010   | Spacewatch                 |
| 649080 | 2010 VB117               | 10 ottobre 2010   | Spacewatch                 |
| 649081 | 2010 VZ117               | 27 febbraio 2008  | Mount Lemmon Survey        |
| 649082 | 2010 VP119               | 14 aprile 2008    | Mount Lemmon Survey        |
| 649083 | 2010 VX119               | 28 agosto 2006    | Spacewatch                 |
| 649084 | 2010 VO123               | 4 febbraio 2003   | AMOS                       |
| 649085 | 2010 VY126               | 8 novembre 2010   | R. Holmes                  |
| 649086 | 2010 VB127               | 5 marzo 2008      | Mount Lemmon Survey        |
| 649087 | 2010 VU128               | 2 novembre 2010   | Mount Lemmon Survey        |
| 649088 | 2010 VV130               | 12 ottobre 2010   | Mount Lemmon Survey        |
| 649089 | 2010 VS131               | 24 dicembre 2006  | Spacewatch                 |
| 649090 | 2010 VC139               | 25 agosto 2001    | Spacewatch                 |
| 649091 | 2010 VT139               | 7 ottobre 2002    | AMOS                       |
| 649092 | 2010 VM163               | 10 novembre 2010  | Spacewatch                 |
| 649093 | 2010 VV165               | 20 settembre 2006 | CSS                        |
| 649094 | 2010 VD166               | 14 ottobre 2001   | Spacewatch                 |
| 649095 | 2010 VL166               | 10 novembre 2010  | Mount Lemmon Survey        |
| 649096 | 2010 VN172               | 10 novembre 2010  | Mount Lemmon Survey        |
| 649097 | 2010 VT179               | 11 novembre 2010  | Mount Lemmon Survey        |
| 649098 | 2010 VZ180               | 11 novembre 2010  | Mount Lemmon Survey        |
| 649099 | 2010 VT185               | 30 ottobre 2010   | Mount Lemmon Survey        |
| 649100 | 2010 VD186               | 13 novembre 2010  | Mount Lemmon Survey        |

## 649101–649200
| Nome   | Designazione provvisoria | Data di scoperta  | Scopritore                |
| ------ | ------------------------ | ----------------- | ------------------------- |
| 649101 | 2010 VS194               | 1 agosto 2001     | NEAT                      |
| 649102 | 2010 VU197               | 30 ottobre 2010   | Mount Lemmon Survey       |
| 649103 | 2010 VX198               | 29 ottobre 2010   | Spacewatch                |
| 649104 | 2010 VA201               | 12 novembre 2010  | Mount Lemmon Survey       |
| 649105 | 2010 VR201               | 2 novembre 2010   | Mount Lemmon Survey       |
| 649106 | 2010 VB208               | 23 febbraio 2012  | Mount Lemmon Survey       |
| 649107 | 2010 VB210               | 7 novembre 2007   | Spacewatch                |
| 649108 | 2010 VE216               | 3 febbraio 2012   | Pan-STARRS                |
| 649109 | 2010 VR217               | 2 novembre 2010   | Spacewatch                |
| 649110 | 2010 VZ218               | 8 novembre 2010   | Spacewatch                |
| 649111 | 2010 VE229               | 2 novembre 2010   | Mount Lemmon Survey       |
| 649112 | 2010 VP229               | 19 settembre 2014 | Pan-STARRS                |
| 649113 | 2010 VF230               | 14 novembre 2010  | CSS                       |
| 649114 | 2010 VG233               | 11 aprile 2002    | LINEAR                    |
| 649115 | 2010 VA235               | 2 novembre 2010   | Mount Lemmon Survey       |
| 649116 | 2010 VE244               | 5 novembre 2010   | Mount Lemmon Survey       |
| 649117 | 2010 VF246               | 4 gennaio 2016    | Pan-STARRS                |
| 649118 | 2010 VH250               | 2 novembre 2010   | Spacewatch                |
| 649119 | 2010 VT250               | 4 novembre 2010   | Mount Lemmon Survey       |
| 649120 | 2010 VY250               | 5 ottobre 2018    | Mount Lemmon Survey       |
| 649121 | 2010 VJ252               | 8 novembre 2010   | Spacewatch                |
| 649122 | 2010 VS253               | 1 novembre 2010   | Spacewatch                |
| 649123 | 2010 VL256               | 6 novembre 2010   | Mount Lemmon Survey       |
| 649124 | 2010 VW257               | 3 novembre 2010   | Spacewatch                |
| 649125 | 2010 VC263               | 10 novembre 2010  | Mount Lemmon Survey       |
| 649126 | 2010 VZ263               | 10 novembre 2010  | Mount Lemmon Survey       |
| 649127 | 2010 VL264               | 2 novembre 2010   | Mount Lemmon Survey       |
| 649128 | 2010 VJ270               | 11 novembre 2010  | Mount Lemmon Survey       |
| 649129 | 2010 VQ277               | 6 febbraio 2002   | R. Millis, M. W. Buie     |
| 649130 | 2010 VV280               | 1 novembre 2010   | Mount Lemmon Survey       |
| 649131 | 2010 WC6                 | 27 novembre 2010  | Mount Lemmon Survey       |
| 649132 | 2010 WZ7                 | 30 ottobre 2010   | Mount Lemmon Survey       |
| 649133 | 2010 WV15                | 26 novembre 2010  | Mount Lemmon Survey       |
| 649134 | 2010 WW19                | 27 novembre 2010  | Mount Lemmon Survey       |
| 649135 | 2010 WX19                | 6 agosto 2005     | SSS                       |
| 649136 | 2010 WB30                | 27 novembre 2010  | Mount Lemmon Survey       |
| 649137 | 2010 WC37                | 27 novembre 2010  | Mount Lemmon Survey       |
| 649138 | 2010 WV41                | 27 novembre 2010  | Mount Lemmon Survey       |
| 649139 | 2010 WX45                | 23 settembre 2005 | CSS                       |
| 649140 | 2010 WO47                | 14 novembre 2010  | Spacewatch                |
| 649141 | 2010 WJ52                | 28 ottobre 2010   | Spacewatch                |
| 649142 | 2010 WF56                | 25 gennaio 2003   | NEAT                      |
| 649143 | 2010 WO67                | 27 novembre 2006  | Mount Lemmon Survey       |
| 649144 | 2010 WP67                | 30 novembre 2010  | Mount Lemmon Survey       |
| 649145 | 2010 WC68                | 30 novembre 2010  | Mount Lemmon Survey       |
| 649146 | 2010 WS75                | 30 marzo 2012     | Spacewatch                |
| 649147 | 2010 WK79                | 25 novembre 2010  | Mount Lemmon Survey       |
| 649148 | 2010 XT2                 | 13 novembre 2010  | Mount Lemmon Survey       |
| 649149 | 2010 XV6                 | 12 novembre 2010  | Mount Lemmon Survey       |
| 649150 | 2010 XH9                 | 19 ottobre 2010   | Mount Lemmon Survey       |
| 649151 | 2010 XR12                | 24 gennaio 2007   | Spacewatch                |
| 649152 | 2010 XU22                | 13 ottobre 2010   | Mount Lemmon Survey       |
| 649153 | 2010 XW26                | 14 ottobre 2010   | Mount Lemmon Survey       |
| 649154 | 2010 XN28                | 24 luglio 2000    | Spacewatch                |
| 649155 | 2010 XN29                | 12 settembre 2005 | Spacewatch                |
| 649156 | 2010 XM33                | 2 dicembre 2010   | Mount Lemmon Survey       |
| 649157 | 2010 XW40                | 4 dicembre 2010   | Z. Kuli                   |
| 649158 | 2010 XF42                | 5 dicembre 2010   | Spacewatch                |
| 649159 | 2010 XU42                | 11 novembre 2010  | Mount Lemmon Survey       |
| 649160 | 2010 XU43                | 23 febbraio 2003  | Spacewatch                |
| 649161 | 2010 XD44                | 21 agosto 2006    | Spacewatch                |
| 649162 | 2010 XP49                | 4 novembre 2010   | L. Elenin                 |
| 649163 | 2010 XT52                | 21 settembre 2009 | Mount Lemmon Survey       |
| 649164 | 2010 XC54                | 11 aprile 2008    | Mount Lemmon Survey       |
| 649165 | 2010 XP54                | 2 novembre 2010   | Mount Lemmon Survey       |
| 649166 | 2010 XD55                | 10 dicembre 2010  | Mount Lemmon Survey       |
| 649167 | 2010 XZ55                | 1 dicembre 2010   | Mount Lemmon Survey       |
| 649168 | 2010 XD56                | 12 novembre 2010  | R. Holmes                 |
| 649169 | 2010 XS66                | 24 settembre 2008 | Mount Lemmon Survey       |
| 649170 | 2010 XT84                | 17 novembre 2006  | Mount Lemmon Survey       |
| 649171 | 2010 XB86                | 2 dicembre 2010   | Mount Lemmon Survey       |
| 649172 | 2010 XE91                | 17 novembre 2010  | Pan-STARRS                |
| 649173 | 2010 XW93                | 26 gennaio 2003   | NEAT                      |
| 649174 | 2010 XE98                | 19 ottobre 1995   | Spacewatch                |
| 649175 | 2010 XE109               | 10 dicembre 2010  | Mount Lemmon Survey       |
| 649176 | 2010 XP109               | 3 dicembre 2010   | Mount Lemmon Survey       |
| 649177 | 2010 XK112               | 5 dicembre 2010   | Mount Lemmon Survey       |
| 649178 | 2010 XR113               | 3 dicembre 2010   | Mount Lemmon Survey       |
| 649179 | 2010 XO118               | 2 dicembre 2010   | C. Rinner, F. Kugel       |
| 649180 | 2010 XG119               | 4 dicembre 2010   | Mount Lemmon Survey       |
| 649181 | 2010 XK119               | 2 dicembre 2010   | Mount Lemmon Survey       |
| 649182 | 2010 XE122               | 13 dicembre 2010  | Mount Lemmon Survey       |
| 649183 | 2010 YC2                 | 10 febbraio 2007  | CSS                       |
| 649184 | 2010 YV4                 | 17 novembre 2010  | Mount Lemmon Survey       |
| 649185 | 2010 YZ4                 | 14 ottobre 2004   | K. Černis, J. Zdanavičius |
| 649186 | 2011 AW3                 | 4 gennaio 2011    | Mount Lemmon Survey       |
| 649187 | 2011 AF6                 | 3 gennaio 2011    | Z. Kuli, K. Sárneczky     |
| 649188 | 2011 AN6                 | 10 settembre 2001 | LONEOS                    |
| 649189 | 2011 AK7                 | 11 marzo 2003     | Spacewatch                |
| 649190 | 2011 AH12                | 15 dicembre 2010  | Mount Lemmon Survey       |
| 649191 | 2011 AH29                | 25 dicembre 2010  | Mount Lemmon Survey       |
| 649192 | 2011 AU29                | 8 gennaio 2011    | Mount Lemmon Survey       |
| 649193 | 2011 AQ30                | 30 agosto 2005    | Spacewatch                |
| 649194 | 2011 AB31                | 9 dicembre 2010   | Mount Lemmon Survey       |
| 649195 | 2011 AF34                | 27 agosto 2005    | NEAT                      |
| 649196 | 2011 AD37                | 13 gennaio 2011   | CSS                       |
| 649197 | 2011 AC47                | 10 gennaio 2011   | Spacewatch                |
| 649198 | 2011 AC48                | 10 aprile 2003    | Spacewatch                |
| 649199 | 2011 AH58                | 11 gennaio 2011   | Spacewatch                |
| 649200 | 2011 AA62                | 13 gennaio 2011   | Mount Lemmon Survey       |

## 649201–649300
| Nome   | Designazione provvisoria | Data di scoperta  | Scopritore                      |
| ------ | ------------------------ | ----------------- | ------------------------------- |
| 649201 | 2011 AV66                | 14 gennaio 2011   | Spacewatch                      |
| 649202 | 2011 AF70                | 27 settembre 2009 | Mount Lemmon Survey             |
| 649203 | 2011 AL70                | 4 maggio 2005     | Spacewatch                      |
| 649204 | 2011 AE75                | 1 dicembre 2010   | Mount Lemmon Survey             |
| 649205 | 2011 AU75                | 28 settembre 2001 | NEAT                            |
| 649206 | 2011 AX78                | 20 settembre 2003 | Spacewatch                      |
| 649207 | 2011 AU81                | 28 gennaio 2007   | Spacewatch                      |
| 649208 | 2011 AN84                | 1 maggio 2012     | Mount Lemmon Survey             |
| 649209 | 2011 AW85                | 21 dicembre 2004  | CSS                             |
| 649210 | 2011 AP86                | 12 giugno 2004    | SSS                             |
| 649211 | 2011 AZ90                | 14 ottobre 2013   | Mount Lemmon Survey             |
| 649212 | 2011 AO93                | 28 ottobre 2014   | Pan-STARRS                      |
| 649213 | 2011 AO94                | 21 settembre 2009 | Spacewatch                      |
| 649214 | 2011 AO95                | 4 gennaio 2011    | Mount Lemmon Survey             |
| 649215 | 2011 AQ95                | 3 gennaio 2011    | Mount Lemmon Survey             |
| 649216 | 2011 AR95                | 10 gennaio 2011   | Mount Lemmon Survey             |
| 649217 | 2011 AV95                | 14 gennaio 2011   | Mount Lemmon Survey             |
| 649218 | 2011 AT96                | 4 gennaio 2011    | Mount Lemmon Survey             |
| 649219 | 2011 AZ103               | 3 gennaio 2011    | Mount Lemmon Survey             |
| 649220 | 2011 AS107               | 10 gennaio 2011   | Mount Lemmon Survey             |
| 649221 | 2011 BQ3                 | 28 febbraio 2008  | Spacewatch                      |
| 649222 | 2011 BH4                 | 16 gennaio 2011   | Mount Lemmon Survey             |
| 649223 | 2011 BL5                 | 16 gennaio 2011   | Mount Lemmon Survey             |
| 649224 | 2011 BF7                 | 16 settembre 2006 | CSS                             |
| 649225 | 2011 BQ9                 | 16 gennaio 2011   | Mount Lemmon Survey             |
| 649226 | 2011 BD12                | 21 febbraio 2007  | Mount Lemmon Survey             |
| 649227 | 2011 BB13                | 24 gennaio 2011   | K. Levin                        |
| 649228 | 2011 BZ13                | 8 dicembre 2010   | L. Elenin                       |
| 649229 | 2011 BA24                | 27 gennaio 2011   | Spacewatch                      |
| 649230 | 2011 BH28                | 31 marzo 2001     | Spacewatch                      |
| 649231 | 2011 BB34                | 27 gennaio 2011   | Spacewatch                      |
| 649232 | 2011 BK46                | 30 gennaio 2011   | Z. Kuli, K. Sárneczky           |
| 649233 | 2011 BO46                | 30 gennaio 2011   | Z. Kuli, K. Sárneczky           |
| 649234 | 2011 BQ49                | 25 febbraio 2006  | Mount Lemmon Survey             |
| 649235 | 2011 BC50                | 25 aprile 2007    | Spacewatch                      |
| 649236 | 2011 BE50                | 31 gennaio 2011   | Z. Kuli, K. Sárneczky           |
| 649237 | 2011 BF53                | 11 gennaio 2011   | Spacewatch                      |
| 649238 | 2011 BK56                | 6 novembre 2005   | J.-C. Merlin                    |
| 649239 | 2011 BO56                | 25 gennaio 2011   | Mount Lemmon Survey             |
| 649240 | 2011 BT63                | 28 gennaio 2011   | Spacewatch                      |
| 649241 | 2011 BO64                | 29 gennaio 2011   | L. Elenin                       |
| 649242 | 2011 BQ66                | 12 aprile 2004    | Spacewatch                      |
| 649243 | 2011 BW66                | 25 gennaio 2011   | Spacewatch                      |
| 649244 | 2011 BB69                | 29 gennaio 2011   | Mount Lemmon Survey             |
| 649245 | 2011 BM69                | 29 gennaio 2011   | Mount Lemmon Survey             |
| 649246 | 2011 BS69                | 27 gennaio 2011   | Mount Lemmon Survey             |
| 649247 | 2011 BM73                | 10 febbraio 2011  | Mount Lemmon Survey             |
| 649248 | 2011 BA74                | 27 agosto 2005    | LONEOS                          |
| 649249 | 2011 BU76                | 5 febbraio 2011   | Pan-STARRS                      |
| 649250 | 2011 BZ77                | 17 gennaio 2007   | Spacewatch                      |
| 649251 | 2011 BA81                | 8 dicembre 2010   | Mount Lemmon Survey             |
| 649252 | 2011 BT82                | 12 gennaio 2011   | Mount Lemmon Survey             |
| 649253 | 2011 BM88                | 15 settembre 2009 | K. Nishiyama, S. Okumura        |
| 649254 | 2011 BD90                | 9 dicembre 2010   | Mount Lemmon Survey             |
| 649255 | 2011 BA92                | 29 marzo 2008     | Spacewatch                      |
| 649256 | 2011 BL93                | 4 novembre 1996   | Spacewatch                      |
| 649257 | 2011 BH95                | 28 ottobre 2005   | Spacewatch                      |
| 649258 | 2011 BQ97                | 27 gennaio 2007   | Mount Lemmon Survey             |
| 649259 | 2011 BA99                | 29 ottobre 2003   | Spacewatch                      |
| 649260 | 2011 BA107               | 29 gennaio 2011   | Spacewatch                      |
| 649261 | 2011 BQ108               | 19 settembre 2006 | Spacewatch                      |
| 649262 | 2011 BW109               | 5 febbraio 2011   | Pan-STARRS                      |
| 649263 | 2011 BO112               | 5 febbraio 2011   | Pan-STARRS                      |
| 649264 | 2011 BL113               | 2 marzo 2011      | Mount Lemmon Survey             |
| 649265 | 2011 BC123               | 8 febbraio 2011   | Mount Lemmon Survey             |
| 649266 | 2011 BP132               | 28 ottobre 2005   | Mount Lemmon Survey             |
| 649267 | 2011 BN138               | 29 gennaio 2011   | Mount Lemmon Survey             |
| 649268 | 2011 BQ145               | 29 gennaio 2011   | Mount Lemmon Survey             |
| 649269 | 2011 BU146               | 29 gennaio 2011   | Mount Lemmon Survey             |
| 649270 | 2011 BB147               | 7 febbraio 2008   | Spacewatch                      |
| 649271 | 2011 BX150               | 23 ottobre 2003   | L. H. Wasserman, D. E. Trilling |
| 649272 | 2011 BS156               | 28 gennaio 2011   | Mount Lemmon Survey             |
| 649273 | 2011 BC159               | 17 novembre 2006  | Mount Lemmon Survey             |
| 649274 | 2011 BO159               | 29 gennaio 2011   | Mount Lemmon Survey             |
| 649275 | 2011 BQ160               | 28 ottobre 2005   | Mount Lemmon Survey             |
| 649276 | 2011 BS160               | 29 gennaio 2011   | Mount Lemmon Survey             |
| 649277 | 2011 BO166               | 28 gennaio 2011   | Mount Lemmon Survey             |
| 649278 | 2011 BO168               | 30 gennaio 2011   | Spacewatch                      |
| 649279 | 2011 BT169               | 30 settembre 2006 | CSS                             |
| 649280 | 2011 BB170               | 30 gennaio 2011   | Mount Lemmon Survey             |
| 649281 | 2011 BD170               | 30 gennaio 2011   | Mount Lemmon Survey             |
| 649282 | 2011 BA177               | 3 marzo 2016      | Pan-STARRS                      |
| 649283 | 2011 BG194               | 25 gennaio 2011   | Mount Lemmon Survey             |
| 649284 | 2011 BM195               | 30 gennaio 2011   | Pan-STARRS                      |
| 649285 | 2011 BZ195               | 16 gennaio 2011   | Mount Lemmon Survey             |
| 649286 | 2011 BO196               | 29 gennaio 2011   | Mount Lemmon Survey             |
| 649287 | 2011 BP198               | 28 gennaio 2011   | Mount Lemmon Survey             |
| 649288 | 2011 BS200               | 29 gennaio 2011   | Mount Lemmon Survey             |
| 649289 | 2011 BT201               | 29 gennaio 2011   | Mount Lemmon Survey             |
| 649290 | 2011 BS206               | 23 febbraio 2007  | Mount Lemmon Survey             |
| 649291 | 2011 CC4                 | 15 novembre 2001  | P. Pravec, P. Kušnirák          |
| 649292 | 2011 CR6                 | 8 dicembre 2001   | LONEOS                          |
| 649293 | 2011 CS7                 | 2 ottobre 2006    | Mount Lemmon Survey             |
| 649294 | 2011 CW11                | 5 febbraio 2011   | Mount Lemmon Survey             |
| 649295 | 2011 CX19                | 5 febbraio 2011   | Spacewatch                      |
| 649296 | 2011 CK20                | 3 aprile 2008     | Mount Lemmon Survey             |
| 649297 | 2011 CT27                | 1 marzo 2008      | Spacewatch                      |
| 649298 | 2011 CT29                | 30 gennaio 2011   | Mount Lemmon Survey             |
| 649299 | 2011 CW40                | 7 aprile 2002     | Cerro Tololo Obs.               |
| 649300 | 2011 CF48                | 22 aprile 2007    | CSS                             |

## 649301–649400
| Nome   | Designazione provvisoria | Data di scoperta  | Scopritore             |
| ------ | ------------------------ | ----------------- | ---------------------- |
| 649301 | 2011 CP56                | 16 agosto 2009    | Spacewatch             |
| 649302 | 2011 CY61                | 8 febbraio 2011   | Mount Lemmon Survey    |
| 649303 | 2011 CO66                | 7 febbraio 2003   | NEAT                   |
| 649304 | 2011 CW66                | 18 settembre 2006 | Spacewatch             |
| 649305 | 2011 CV67                | 11 dicembre 2010  | Mount Lemmon Survey    |
| 649306 | 2011 CO73                | 6 febbraio 2011   | CSS                    |
| 649307 | 2011 CP73                | 27 gennaio 2011   | Spacewatch             |
| 649308 | 2011 CY81                | 1 marzo 2011      | CSS                    |
| 649309 | 2011 CM84                | 10 febbraio 2011  | Mount Lemmon Survey    |
| 649310 | 2011 CG86                | 18 settembre 2003 | Spacewatch             |
| 649311 | 2011 CY87                | 18 marzo 2002     | Spacewatch             |
| 649312 | 2011 CO94                | 5 febbraio 2011   | Pan-STARRS             |
| 649313 | 2011 CK96                | 2 marzo 2011      | Mount Lemmon Survey    |
| 649314 | 2011 CL99                | 17 novembre 2009  | Spacewatch             |
| 649315 | 2011 CA107               | 2 gennaio 2011    | Mount Lemmon Survey    |
| 649316 | 2011 CO107               | 19 settembre 2006 | Spacewatch             |
| 649317 | 2011 CT109               | 5 febbraio 2011   | Pan-STARRS             |
| 649318 | 2011 CU110               | 28 novembre 2005  | Mount Lemmon Survey    |
| 649319 | 2011 CO113               | 5 febbraio 2011   | Pan-STARRS             |
| 649320 | 2011 CL114               | 22 settembre 2009 | Mount Lemmon Survey    |
| 649321 | 2011 CL119               | 7 febbraio 2011   | Mount Lemmon Survey    |
| 649322 | 2011 CF123               | 7 febbraio 2011   | Mount Lemmon Survey    |
| 649323 | 2011 CK124               | 13 febbraio 2011  | Mount Lemmon Survey    |
| 649324 | 2011 CL128               | 8 febbraio 2011   | Mount Lemmon Survey    |
| 649325 | 2011 CF130               | 5 febbraio 2011   | Pan-STARRS             |
| 649326 | 2011 CK130               | 13 febbraio 2011  | Mount Lemmon Survey    |
| 649327 | 2011 CC131               | 8 febbraio 2011   | Mount Lemmon Survey    |
| 649328 | 2011 CM131               | 8 febbraio 2011   | Mount Lemmon Survey    |
| 649329 | 2011 CW133               | 10 febbraio 2011  | Mount Lemmon Survey    |
| 649330 | 2011 CF138               | 8 febbraio 2011   | Mount Lemmon Survey    |
| 649331 | 2011 CQ142               | 7 febbraio 2011   | Mount Lemmon Survey    |
| 649332 | 2011 CX146               | 23 ottobre 2009   | Spacewatch             |
| 649333 | 2011 DZ3                 | 10 gennaio 2011   | Mount Lemmon Survey    |
| 649334 | 2011 DL7                 | 25 febbraio 2011  | Mount Lemmon Survey    |
| 649335 | 2011 DY12                | 23 febbraio 2011  | CSS                    |
| 649336 | 2011 DL13                | 27 gennaio 2011   | Mount Lemmon Survey    |
| 649337 | 2011 DT14                | 25 febbraio 2011  | Mount Lemmon Survey    |
| 649338 | 2011 DX21                | 10 febbraio 2011  | CSS                    |
| 649339 | 2011 DX28                | 25 febbraio 2011  | Mount Lemmon Survey    |
| 649340 | 2011 DH30                | 25 febbraio 2011  | Mount Lemmon Survey    |
| 649341 | 2011 DK30                | 25 febbraio 2011  | Mount Lemmon Survey    |
| 649342 | 2011 DF32                | 25 febbraio 2011  | Mount Lemmon Survey    |
| 649343 | 2011 DC34                | 25 febbraio 2011  | Mount Lemmon Survey    |
| 649344 | 2011 DM34                | 29 ottobre 2000   | Spacewatch             |
| 649345 | 2011 DE40                | 25 febbraio 2011  | Mount Lemmon Survey    |
| 649346 | 2011 DN41                | 10 ottobre 2001   | NEAT                   |
| 649347 | 2011 DY44                | 29 maggio 2008    | Mount Lemmon Survey    |
| 649348 | 2011 DG46                | 26 aprile 2007    | Mount Lemmon Survey    |
| 649349 | 2011 DM46                | 11 novembre 2009  | Spacewatch             |
| 649350 | 2011 DU51                | 22 febbraio 2011  | Spacewatch             |
| 649351 | 2011 DA52                | 26 febbraio 2011  | Mount Lemmon Survey    |
| 649352 | 2011 DT56                | 26 febbraio 2011  | Mount Lemmon Survey    |
| 649353 | 2011 DB57                | 25 febbraio 2011  | Mount Lemmon Survey    |
| 649354 | 2011 DR58                | 25 febbraio 2011  | Mount Lemmon Survey    |
| 649355 | 2011 EE2                 | 7 febbraio 2011   | Mount Lemmon Survey    |
| 649356 | 2011 EM2                 | 8 febbraio 2011   | Mount Lemmon Survey    |
| 649357 | 2011 ES3                 | 1 marzo 2011      | Mount Lemmon Survey    |
| 649358 | 2011 EQ7                 | 12 marzo 2007     | Spacewatch             |
| 649359 | 2011 EH8                 | 25 aprile 2007    | Spacewatch             |
| 649360 | 2011 EE10                | 3 marzo 2011      | Mount Lemmon Survey    |
| 649361 | 2011 EY14                | 29 febbraio 2004  | Spacewatch             |
| 649362 | 2011 EC17                | 6 marzo 2011      | CSS                    |
| 649363 | 2011 EY21                | 8 febbraio 2011   | Mount Lemmon Survey    |
| 649364 | 2011 EK23                | 20 maggio 2006    | NEAT                   |
| 649365 | 2011 EE24                | 29 luglio 2000    | M. W. Buie, S. D. Kern |
| 649366 | 2011 EB25                | 25 febbraio 2011  | Spacewatch             |
| 649367 | 2011 EP25                | 5 marzo 2011      | Spacewatch             |
| 649368 | 2011 EL27                | 6 marzo 2011      | Mount Lemmon Survey    |
| 649369 | 2011 EL29                | 4 aprile 2008     | Mount Lemmon Survey    |
| 649370 | 2011 EF31                | 11 aprile 2002    | NEAT                   |
| 649371 | 2011 ES34                | 4 marzo 2011      | Spacewatch             |
| 649372 | 2011 EV35                | 25 febbraio 2011  | Mount Lemmon Survey    |
| 649373 | 2011 EA43                | 25 febbraio 2011  | Mount Lemmon Survey    |
| 649374 | 2011 EK45                | 1 luglio 2005     | Spacewatch             |
| 649375 | 2011 EO49                | 28 maggio 2008    | Mount Lemmon Survey    |
| 649376 | 2011 ED51                | 6 ottobre 2004    | NEAT                   |
| 649377 | 2011 EO58                | 12 marzo 2011     | Mount Lemmon Survey    |
| 649378 | 2011 EB60                | 12 marzo 2011     | Mount Lemmon Survey    |
| 649379 | 2011 EN61                | 12 marzo 2011     | Mount Lemmon Survey    |
| 649380 | 2011 EY62                | 28 settembre 2008 | Mount Lemmon Survey    |
| 649381 | 2011 EN63                | 8 marzo 2011      | Mount Lemmon Survey    |
| 649382 | 2011 ET73                | 4 maggio 2002     | NEAT                   |
| 649383 | 2011 EU83                | 22 febbraio 2011  | Spacewatch             |
| 649384 | 2011 ED84                | 28 settembre 2003 | Spacewatch             |
| 649385 | 2011 EP86                | 20 aprile 2011    | Pan-STARRS             |
| 649386 | 2011 EB88                | 25 febbraio 2011  | Mount Lemmon Survey    |
| 649387 | 2011 EQ90                | 2 ottobre 2006    | Mount Lemmon Survey    |
| 649388 | 2011 ET90                | 10 marzo 2011     | Spacewatch             |
| 649389 | 2011 EJ93                | 14 agosto 2012    | Pan-STARRS             |
| 649390 | 2011 EB97                | 26 settembre 2012 | Mount Lemmon Survey    |
| 649391 | 2011 EM100               | 10 marzo 2011     | Spacewatch             |
| 649392 | 2011 EP100               | 10 marzo 2011     | Spacewatch             |
| 649393 | 2011 EA101               | 2 marzo 2011      | Mount Lemmon Survey    |
| 649394 | 2011 EC101               | 13 marzo 2011     | Spacewatch             |
| 649395 | 2011 EG102               | 4 marzo 2011      | Mount Lemmon Survey    |
| 649396 | 2011 EY102               | 13 marzo 2011     | Spacewatch             |
| 649397 | 2011 EB106               | 28 febbraio 2014  | Pan-STARRS             |
| 649398 | 2011 EG107               | 10 marzo 2011     | Mount Lemmon Survey    |
| 649399 | 2011 EP107               | 13 febbraio 2011  | Mount Lemmon Survey    |
| 649400 | 2011 EK114               | 4 marzo 2011      | Mount Lemmon Survey    |

## 649401–649500
| Nome   | Designazione provvisoria | Data di scoperta  | Scopritore                 |
| ------ | ------------------------ | ----------------- | -------------------------- |
| 649401 | 2011 FB                  | 22 marzo 2011     | P. Kocher                  |
| 649402 | 2011 FV10                | 22 marzo 2004     | LINEAR                     |
| 649403 | 2011 FE14                | 27 marzo 2011     | Mount Lemmon Survey        |
| 649404 | 2011 FV14                | 28 marzo 2011     | Mount Lemmon Survey        |
| 649405 | 2011 FO17                | 11 settembre 2001 | LONEOS                     |
| 649406 | 2011 FC26                | 1 febbraio 2006   | Spacewatch                 |
| 649407 | 2011 FL26                | 30 marzo 2011     | Z. Kuli, K. Sárneczky      |
| 649408 | 2011 FQ27                | 30 marzo 2011     | Z. Kuli, K. Sárneczky      |
| 649409 | 2011 FK28                | 2 febbraio 2005   | CSS                        |
| 649410 | 2011 FX28                | 5 marzo 2002      | SDSS Collaboration         |
| 649411 | 2011 FL34                | 1 novembre 2005   | Spacewatch                 |
| 649412 | 2011 FT38                | 7 giugno 2008     | Spacewatch                 |
| 649413 | 2011 FR41                | 11 aprile 2002    | NEAT                       |
| 649414 | 2011 FO42                | 27 marzo 2011     | Spacewatch                 |
| 649415 | 2011 FU44                | 25 ottobre 2009   | Spacewatch                 |
| 649416 | 2011 FE46                | 15 aprile 2004    | NEAT                       |
| 649417 | 2011 FA47                | 17 febbraio 2007  | Spacewatch                 |
| 649418 | 2011 FM50                | 25 dicembre 2000  | Spacewatch                 |
| 649419 | 2011 FO57                | 17 settembre 2009 | Mount Lemmon Survey        |
| 649420 | 2011 FL63                | 11 marzo 2011     | Spacewatch                 |
| 649421 | 2011 FO63                | 28 gennaio 2004   | Spacewatch                 |
| 649422 | 2011 FQ65                | 24 novembre 2009  | Spacewatch                 |
| 649423 | 2011 FL66                | 29 dicembre 2005  | LINEAR                     |
| 649424 | 2011 FQ66                | 7 settembre 2008  | Mount Lemmon Survey        |
| 649425 | 2011 FV66                | 26 marzo 2011     | SSS                        |
| 649426 | 2011 FM67                | 27 marzo 2011     | Mount Lemmon Survey        |
| 649427 | 2011 FV72                | 11 dicembre 2009  | Mount Lemmon Survey        |
| 649428 | 2011 FE76                | 20 agosto 2009    | Spacewatch                 |
| 649429 | 2011 FM78                | 13 febbraio 2004  | Spacewatch                 |
| 649430 | 2011 FS84                | 11 marzo 2011     | CSS                        |
| 649431 | 2011 FG85                | 26 marzo 2011     | Mount Lemmon Survey        |
| 649432 | 2011 FM85                | 27 marzo 2011     | Mount Lemmon Survey        |
| 649433 | 2011 FJ86                | 2 aprile 2011     | Pan-STARRS                 |
| 649434 | 2011 FG89                | 5 febbraio 2011   | Mount Lemmon Survey        |
| 649435 | 2011 FO91                | 10 novembre 2009  | Mount Lemmon Survey        |
| 649436 | 2011 FP96                | 2 ottobre 2008    | Spacewatch                 |
| 649437 | 2011 FQ96                | 24 novembre 2009  | Spacewatch                 |
| 649438 | 2011 FX98                | 6 settembre 2008  | Spacewatch                 |
| 649439 | 2011 FK102               | 30 giugno 2005    | Spacewatch                 |
| 649440 | 2011 FO102               | 20 dicembre 2004  | Mount Lemmon Survey        |
| 649441 | 2011 FZ103               | 2 aprile 2011     | Pan-STARRS                 |
| 649442 | 2011 FU105               | 28 luglio 2008    | SSS                        |
| 649443 | 2011 FH118               | 2 aprile 2011     | Mount Lemmon Survey        |
| 649444 | 2011 FK119               | 18 maggio 2018    | Mount Lemmon Survey        |
| 649445 | 2011 FJ123               | 24 ottobre 2005   | Osservatorio di Mauna Kea  |
| 649446 | 2011 FM125               | 6 settembre 2013  | Spacewatch                 |
| 649447 | 2011 FF132               | 8 febbraio 2011   | Mount Lemmon Survey        |
| 649448 | 2011 FK135               | 27 novembre 2009  | Mount Lemmon Survey        |
| 649449 | 2011 FO136               | 15 ottobre 2004   | M. W. Buie, D. E. Trilling |
| 649450 | 2011 FL138               | 29 settembre 2009 | Mount Lemmon Survey        |
| 649451 | 2011 FL145               | 31 marzo 2011     | Pan-STARRS                 |
| 649452 | 2011 FW150               | 19 dicembre 2004  | Mount Lemmon Survey        |
| 649453 | 2011 FC151               | 26 marzo 2011     | SSS                        |
| 649454 | 2011 FT152               | 31 marzo 2011     | Mount Lemmon Survey        |
| 649455 | 2011 FT153               | 26 marzo 2011     | Mount Lemmon Survey        |
| 649456 | 2011 FE157               | 29 aprile 2003    | Spacewatch                 |
| 649457 | 2011 FC163               | 27 marzo 2011     | Spacewatch                 |
| 649458 | 2011 FU163               | 21 ottobre 2012   | Mount Lemmon Survey        |
| 649459 | 2011 FW169               | 28 maggio 2008    | Mount Lemmon Survey        |
| 649460 | 2011 GT4                 | 29 settembre 2005 | Spacewatch                 |
| 649461 | 2011 GG5                 | 2 aprile 2011     | Mount Lemmon Survey        |
| 649462 | 2011 GO5                 | 4 gennaio 2006    | Spacewatch                 |
| 649463 | 2011 GV11                | 1 aprile 2011     | Mount Lemmon Survey        |
| 649464 | 2011 GJ18                | 2 aprile 2011     | Mount Lemmon Survey        |
| 649465 | 2011 GB21                | 1 febbraio 2006   | Mount Lemmon Survey        |
| 649466 | 2011 GU23                | 5 settembre 2008  | Spacewatch                 |
| 649467 | 2011 GJ24                | 3 settembre 2008  | Spacewatch                 |
| 649468 | 2011 GM26                | 24 dicembre 2006  | Spacewatch                 |
| 649469 | 2011 GT26                | 24 aprile 2004    | Spacewatch                 |
| 649470 | 2011 GQ32                | 29 settembre 2008 | Spacewatch                 |
| 649471 | 2011 GV34                | 3 aprile 2011     | Pan-STARRS                 |
| 649472 | 2011 GB35                | 17 febbraio 2007  | Spacewatch                 |
| 649473 | 2011 GL38                | 4 settembre 2008  | Spacewatch                 |
| 649474 | 2011 GZ39                | 6 aprile 2008     | Mount Lemmon Survey        |
| 649475 | 2011 GO41                | 5 aprile 2011     | CSS                        |
| 649476 | 2011 GY41                | 30 dicembre 2000  | Spacewatch                 |
| 649477 | 2011 GR44                | 10 marzo 2011     | Spacewatch                 |
| 649478 | 2011 GC45                | 10 gennaio 2007   | Mount Lemmon Survey        |
| 649479 | 2011 GM50                | 5 aprile 2011     | Spacewatch                 |
| 649480 | 2011 GD53                | 5 settembre 2008  | Spacewatch                 |
| 649481 | 2011 GY60                | 23 febbraio 2011  | Spacewatch                 |
| 649482 | 2011 GM65                | 13 aprile 2011    | Pan-STARRS                 |
| 649483 | 2011 GB73                | 1 marzo 2011      | Mount Lemmon Survey        |
| 649484 | 2011 GD74                | 2 aprile 2011     | Spacewatch                 |
| 649485 | 2011 GS79                | 22 agosto 2001    | Spacewatch                 |
| 649486 | 2011 GA84                | 17 marzo 2002     | Spacewatch                 |
| 649487 | 2011 GO90                | 2 ottobre 2008    | Mount Lemmon Survey        |
| 649488 | 2011 GL92                | 13 settembre 2013 | Mount Lemmon Survey        |
| 649489 | 2011 GM96                | 2 aprile 2011     | Spacewatch                 |
| 649490 | 2011 GA100               | 7 aprile 2011     | Spacewatch                 |
| 649491 | 2011 GJ100               | 13 aprile 2011    | Pan-STARRS                 |
| 649492 | 2011 GN100               | 12 aprile 2011    | Mount Lemmon Survey        |
| 649493 | 2011 GR100               | 3 aprile 2011     | Pan-STARRS                 |
| 649494 | 2011 GX100               | 3 aprile 2011     | Pan-STARRS                 |
| 649495 | 2011 GT103               | 6 aprile 2011     | Mount Lemmon Survey        |
| 649496 | 2011 GU103               | 2 aprile 2011     | Pan-STARRS                 |
| 649497 | 2011 GO104               | 13 aprile 2011    | Mount Lemmon Survey        |
| 649498 | 2011 GR104               | 3 aprile 2011     | Pan-STARRS                 |
| 649499 | 2011 GS104               | 5 aprile 2011     | Mount Lemmon Survey        |
| 649500 | 2011 HD2                 | 24 aprile 2011    | Pan-STARRS                 |

## 649501–649600
| Nome   | Designazione provvisoria | Data di scoperta  | Scopritore                    |
| ------ | ------------------------ | ----------------- | ----------------------------- |
| 649501 | 2011 HY2                 | 11 aprile 2011    | Mount Lemmon Survey           |
| 649502 | 2011 HZ3                 | 13 aprile 2011    | Mount Lemmon Survey           |
| 649503 | 2011 HF4                 | 26 aprile 2011    | Mount Lemmon Survey           |
| 649504 | 2011 HS6                 | 12 aprile 2008    | Mount Lemmon Survey           |
| 649505 | 2011 HT12                | 5 maggio 2002     | NEAT                          |
| 649506 | 2011 HX19                | 6 settembre 2008  | Spacewatch                    |
| 649507 | 2011 HD26                | 21 febbraio 2007  | Mount Lemmon Survey           |
| 649508 | 2011 HK29                | 20 marzo 2003     | NEAT                          |
| 649509 | 2011 HA30                | 30 aprile 2004    | Spacewatch                    |
| 649510 | 2011 HQ36                | 27 aprile 2011    | Spacewatch                    |
| 649511 | 2011 HP37                | 27 aprile 2011    | Pan-STARRS                    |
| 649512 | 2011 HC43                | 31 marzo 2011     | Mount Lemmon Survey           |
| 649513 | 2011 HM45                | 13 dicembre 2006  | Osservatorio di Mauna Kea     |
| 649514 | 2011 HH46                | 24 ottobre 2005   | Mauna Kea Obs.                |
| 649515 | 2011 HC53                | 28 aprile 2011    | Pan-STARRS                    |
| 649516 | 2011 HR68                | 1 marzo 2011      | Spacewatch                    |
| 649517 | 2011 HV68                | 7 aprile 2011     | Spacewatch                    |
| 649518 | 2011 HJ72                | 26 aprile 2011    | Mount Lemmon Survey           |
| 649519 | 2011 HS73                | 27 aprile 2011    | Mount Lemmon Survey           |
| 649520 | 2011 HD75                | 27 aprile 2011    | Mount Lemmon Survey           |
| 649521 | 2011 HW79                | 13 febbraio 2011  | Mount Lemmon Survey           |
| 649522 | 2011 HF90                | 13 aprile 2011    | Mount Lemmon Survey           |
| 649523 | 2011 HX90                | 30 luglio 2008    | Mount Lemmon Survey           |
| 649524 | 2011 HY92                | 31 gennaio 2006   | Spacewatch                    |
| 649525 | 2011 HQ98                | 28 marzo 2011     | Spacewatch                    |
| 649526 | 2011 HU101               | 22 febbraio 2011  | Spacewatch                    |
| 649527 | 2011 JQ                  | 30 gennaio 2011   | Spacewatch                    |
| 649528 | 2011 JE5                 | 1 maggio 2011     | Pan-STARRS                    |
| 649529 | 2011 JZ5                 | 1 maggio 2011     | Pan-STARRS                    |
| 649530 | 2011 JQ6                 | 23 aprile 2011    | Pan-STARRS                    |
| 649531 | 2011 JT16                | 26 febbraio 2004  | LINEAR                        |
| 649532 | 2011 JV16                | 14 giugno 2004    | Spacewatch                    |
| 649533 | 2011 JE19                | 1 maggio 2011     | Pan-STARRS                    |
| 649534 | 2011 JS19                | 13 settembre 2007 | Mount Lemmon Survey           |
| 649535 | 2011 JT19                | 13 dicembre 2004  | Spacewatch                    |
| 649536 | 2011 JZ20                | 10 gennaio 2007   | Spacewatch                    |
| 649537 | 2011 JB27                | 13 febbraio 2011  | Mount Lemmon Survey           |
| 649538 | 2011 JE38                | 10 maggio 2011    | Spacewatch                    |
| 649539 | 2011 KM1                 | 8 maggio 2011     | Spacewatch                    |
| 649540 | 2011 KK4                 | 22 maggio 2011    | M. Schwartz, P. R. Holvorcem  |
| 649541 | 2011 KY7                 | 28 aprile 2011    | Pan-STARRS                    |
| 649542 | 2011 KJ19                | 28 maggio 2011    | M. Schwartz, P. R. Holvorcem  |
| 649543 | 2011 KZ20                | 21 ottobre 2007   | Spacewatch                    |
| 649544 | 2011 KP32                | 19 ottobre 2003   | SDSS Collaboration            |
| 649545 | 2011 KU33                | 26 aprile 1993    | Spacewatch                    |
| 649546 | 2011 KW40                | 24 maggio 2011    | Pan-STARRS                    |
| 649547 | 2011 KP42                | 7 aprile 2000     | Spacewatch                    |
| 649548 | 2011 KP43                | 26 maggio 2011    | Mount Lemmon Survey           |
| 649549 | 2011 KD46                | 19 febbraio 2003  | NEAT                          |
| 649550 | 2011 KR55                | 11 settembre 2004 | NEAT                          |
| 649551 | 2011 KA56                | 24 maggio 2011    | Mount Lemmon Survey           |
| 649552 | 2011 KP57                | 31 maggio 2011    | Spacewatch                    |
| 649553 | 2011 KS57                | 22 maggio 2011    | Mount Lemmon Survey           |
| 649554 | 2011 KW57                | 22 maggio 2011    | Mount Lemmon Survey           |
| 649555 | 2011 KZ58                | 24 maggio 2011    | Pan-STARRS                    |
| 649556 | 2011 LJ3                 | 4 giugno 2011     | Mount Lemmon Survey           |
| 649557 | 2011 LL3                 | 4 giugno 2011     | Mount Lemmon Survey           |
| 649558 | 2011 LK4                 | 5 giugno 2011     | Mount Lemmon Survey           |
| 649559 | 2011 LP4                 | 9 aprile 2002     | LONEOS                        |
| 649560 | 2011 LA6                 | 26 marzo 2007     | Mount Lemmon Survey           |
| 649561 | 2011 LM9                 | 6 giugno 2011     | Mount Lemmon Survey           |
| 649562 | 2011 LN12                | 25 marzo 2000     | Spacewatch                    |
| 649563 | 2011 LQ18                | 6 giugno 2011     | Mount Lemmon Survey           |
| 649564 | 2011 LR19                | 30 maggio 2011    | Spacewatch                    |
| 649565 | 2011 LX22                | 4 giugno 2011     | Mount Lemmon Survey           |
| 649566 | 2011 LZ24                | 6 giugno 2011     | Pan-STARRS                    |
| 649567 | 2011 LN27                | 3 giugno 2011     | Mount Lemmon Survey           |
| 649568 | 2011 LT27                | 28 maggio 2011    | ESA OGS                       |
| 649569 | 2011 LT34                | 11 giugno 2011    | Pan-STARRS                    |
| 649570 | 2011 LC36                | 5 giugno 2011     | Spacewatch                    |
| 649571 | 2011 MZ9                 | 15 settembre 2003 | NEAT                          |
| 649572 | 2011 MV10                | 19 ottobre 2006   | CSS                           |
| 649573 | 2011 MP11                | 27 giugno 2011    | Mount Lemmon Survey           |
| 649574 | 2011 MS12                | 27 giugno 2011    | Spacewatch                    |
| 649575 | 2011 MR13                | 26 giugno 2015    | Pan-STARRS                    |
| 649576 | 2011 MQ15                | 20 febbraio 2014  | Mount Lemmon Survey           |
| 649577 | 2011 MA16                | 24 giugno 2011    | Spacewatch                    |
| 649578 | 2011 NW2                 | 19 settembre 2003 | NEAT                          |
| 649579 | 2011 NP4                 | 1 ottobre 2017    | Mount Lemmon Survey           |
| 649580 | 2011 NU4                 | 8 dicembre 2012   | Mount Lemmon Survey           |
| 649581 | 2011 OY                  | 18 novembre 2008  | Spacewatch                    |
| 649582 | 2011 OM2                 | 23 luglio 2011    | Pan-STARRS                    |
| 649583 | 2011 OV5                 | 24 luglio 2011    | Pan-STARRS                    |
| 649584 | 2011 OE9                 | 27 luglio 2011    | Pan-STARRS                    |
| 649585 | 2011 OJ11                | 25 luglio 2011    | Pan-STARRS                    |
| 649586 | 2011 OF13                | 1 ottobre 2006    | Spacewatch                    |
| 649587 | 2011 OX13                | 25 luglio 2011    | Pan-STARRS                    |
| 649588 | 2011 OY13                | 25 luglio 2011    | Pan-STARRS                    |
| 649589 | 2011 OD20                | 22 luglio 2011    | Pan-STARRS                    |
| 649590 | 2011 OU20                | 7 agosto 2000     | AMOS                          |
| 649591 | 2011 OW20                | 23 luglio 2011    | Pan-STARRS                    |
| 649592 | 2011 OS21                | 25 luglio 2011    | Pan-STARRS                    |
| 649593 | 2011 OF27                | 8 luglio 2003     | NEAT                          |
| 649594 | 2011 OS32                | 10 ottobre 2008   | Mount Lemmon Survey           |
| 649595 | 2011 OK36                | 6 settembre 2015  | Spacewatch                    |
| 649596 | 2011 OL36                | 27 luglio 2011    | SSS                           |
| 649597 | 2011 OJ42                | 27 giugno 2011    | Mount Lemmon Survey           |
| 649598 | 2011 OK46                | 22 giugno 2011    | Mount Lemmon Survey           |
| 649599 | 2011 OX48                | 3 luglio 2011     | Mount Lemmon Survey           |
| 649600 | 2011 OV51                | 24 maggio 2001    | J. L. Elliot, L. H. Wasserman |

## 649601–649700
| Nome   | Designazione provvisoria | Data di scoperta  | Scopritore                          |
| ------ | ------------------------ | ----------------- | ----------------------------------- |
| 649601 | 2011 OW51                | 12 agosto 2007    | PMO NEO                             |
| 649602 | 2011 OC59                | 1 agosto 2011     | Pan-STARRS                          |
| 649603 | 2011 OO62                | 21 maggio 2015    | Pan-STARRS                          |
| 649604 | 2011 OK70                | 24 luglio 2011    | Pan-STARRS                          |
| 649605 | 2011 OF71                | 21 ottobre 1995   | Spacewatch                          |
| 649606 | 2011 OX72                | 27 luglio 2011    | Pan-STARRS                          |
| 649607 | 2011 OB74                | 28 luglio 2011    | Pan-STARRS                          |
| 649608 | 2011 OD76                | 28 luglio 2011    | Pan-STARRS                          |
| 649609 | 2011 PN3                 | 4 ottobre 2006    | Mount Lemmon Survey                 |
| 649610 | 2011 PA10                | 4 dicembre 2008   | Mount Lemmon Survey                 |
| 649611 | 2011 PA12                | 28 maggio 2011    | Mount Lemmon Survey                 |
| 649612 | 2011 PF15                | 9 maggio 2005     | Mount Lemmon Survey                 |
| 649613 | 2011 PB16                | 21 marzo 2009     | Spacewatch                          |
| 649614 | 2011 PD16                | 5 dicembre 2008   | Mount Lemmon Survey                 |
| 649615 | 2011 PZ17                | 25 agosto 1995    | Spacewatch                          |
| 649616 | 2011 PE18                | 2 agosto 2011     | Pan-STARRS                          |
| 649617 | 2011 PM21                | 6 agosto 2011     | Pan-STARRS                          |
| 649618 | 2011 PT22                | 30 luglio 2011    | Osservatorio astronomico di Maiorca |
| 649619 | 2011 PW23                | 2 agosto 2011     | Pan-STARRS                          |
| 649620 | 2011 QO1                 | 19 agosto 2011    | Pan-STARRS                          |
| 649621 | 2011 QN2                 | 20 agosto 2011    | Pan-STARRS                          |
| 649622 | 2011 QK5                 | 27 aprile 2006    | Cerro Tololo Obs.                   |
| 649623 | 2011 QL5                 | 8 ottobre 2007    | CSS                                 |
| 649624 | 2011 QU5                 | 2 agosto 2011     | Pan-STARRS                          |
| 649625 | 2011 QP8                 | 11 gennaio 2008   | Spacewatch                          |
| 649626 | 2011 QC11                | 21 ottobre 2006   | Osservatorio Lulin                  |
| 649627 | 2011 QL11                | 21 agosto 2011    | Pan-STARRS                          |
| 649628 | 2011 QG14                | 20 agosto 2011    | Osservatorio astronomico di Maiorca |
| 649629 | 2011 QN14                | 22 agosto 2011    | OAM Obs.                            |
| 649630 | 2011 QK15                | 23 agosto 2011    | Pan-STARRS                          |
| 649631 | 2011 QQ15                | 12 novembre 2001  | SDSS Collaboration                  |
| 649632 | 2011 QJ20                | 23 agosto 2011    | Pan-STARRS                          |
| 649633 | 2011 QZ23                | 20 agosto 2011    | Pan-STARRS                          |
| 649634 | 2011 QU26                | 24 giugno 2011    | Spacewatch                          |
| 649635 | 2011 QQ28                | 25 settembre 2006 | Spacewatch                          |
| 649636 | 2011 QS30                | 4 agosto 2011     | SSS                                 |
| 649637 | 2011 QY30                | 13 gennaio 2008   | Spacewatch                          |
| 649638 | 2011 QB32                | 25 agosto 2011    | Osservatorio astronomico di Maiorca |
| 649639 | 2011 QS32                | 23 agosto 2011    | Pan-STARRS                          |
| 649640 | 2011 QZ34                | 31 luglio 2011    | L. Elenin                           |
| 649641 | 2011 QZ37                | 12 gennaio 2002   | NEAT                                |
| 649642 | 2011 QQ38                | 25 agosto 2011    | G. Hug                              |
| 649643 | 2011 QL41                | 24 agosto 2011    | Pan-STARRS                          |
| 649644 | 2011 QU41                | 28 agosto 2011    | V. Gerke                            |
| 649645 | 2011 QV41                | 16 febbraio 2010  | Mount Lemmon Survey                 |
| 649646 | 2011 QM43                | 19 dicembre 2007  | Mount Lemmon Survey                 |
| 649647 | 2011 QF47                | 3 febbraio 2009   | Mount Lemmon Survey                 |
| 649648 | 2011 QM51                | 25 settembre 2003 | NEAT                                |
| 649649 | 2011 QA53                | 30 agosto 2011    | Pan-STARRS                          |
| 649650 | 2011 QH53                | 28 agosto 2011    | Pan-STARRS                          |
| 649651 | 2011 QR55                | 24 agosto 2011    | Pan-STARRS                          |
| 649652 | 2011 QW55                | 24 luglio 2007    | R. Holmes                           |
| 649653 | 2011 QG57                | 29 agosto 2011    | L. Elenin                           |
| 649654 | 2011 QR58                | 31 agosto 2011    | Pan-STARRS                          |
| 649655 | 2011 QP61                | 26 agosto 2000    | R. Millis, L. H. Wasserman          |
| 649656 | 2011 QV61                | 31 agosto 2011    | Pan-STARRS                          |
| 649657 | 2011 QQ62                | 31 agosto 2011    | Pan-STARRS                          |
| 649658 | 2011 QF64                | 31 agosto 2011    | Pan-STARRS                          |
| 649659 | 2011 QG64                | 31 agosto 2011    | Pan-STARRS                          |
| 649660 | 2011 QM64                | 27 settembre 2006 | Mount Lemmon Survey                 |
| 649661 | 2011 QS66                | 15 novembre 2006  | CSS                                 |
| 649662 | 2011 QL68                | 28 luglio 2011    | Pan-STARRS                          |
| 649663 | 2011 QJ74                | 19 marzo 2009     | Mount Lemmon Survey                 |
| 649664 | 2011 QM74                | 20 agosto 2011    | Pan-STARRS                          |
| 649665 | 2011 QL76                | 23 agosto 2011    | Pan-STARRS                          |
| 649666 | 2011 QT83                | 24 agosto 2011    | Pan-STARRS                          |
| 649667 | 2011 QZ83                | 14 ottobre 2001   | SDSS Collaboration                  |
| 649668 | 2011 QE84                | 24 agosto 2011    | Pan-STARRS                          |
| 649669 | 2011 QR84                | 31 luglio 2011    | Pan-STARRS                          |
| 649670 | 2011 QP94                | 31 agosto 2011    | Pan-STARRS                          |
| 649671 | 2011 QU96                | 24 agosto 2011    | Pan-STARRS                          |
| 649672 | 2011 QS100               | 29 agosto 2011    | SSS                                 |
| 649673 | 2011 QT100               | 30 agosto 2011    | Pan-STARRS                          |
| 649674 | 2011 QH101               | 23 agosto 2011    | Pan-STARRS                          |
| 649675 | 2011 QX102               | 11 aprile 2015    | Mount Lemmon Survey                 |
| 649676 | 2011 QO103               | 27 agosto 2011    | Pan-STARRS                          |
| 649677 | 2011 QT103               | 24 gennaio 2014   | Pan-STARRS                          |
| 649678 | 2011 QP105               | 12 settembre 2015 | Pan-STARRS                          |
| 649679 | 2011 QX109               | 27 agosto 2011    | Pan-STARRS                          |
| 649680 | 2011 QR110               | 26 agosto 2011    | Spacewatch                          |
| 649681 | 2011 QB114               | 24 agosto 2011    | Pan-STARRS                          |
| 649682 | 2011 QJ114               | 24 agosto 2011    | Pan-STARRS                          |
| 649683 | 2011 QT115               | 31 agosto 2011    | Spacewatch                          |
| 649684 | 2011 QA116               | 30 agosto 2011    | Pan-STARRS                          |
| 649685 | 2011 QB116               | 24 agosto 2011    | Pan-STARRS                          |
| 649686 | 2011 RJ2                 | 30 settembre 2006 | Mount Lemmon Survey                 |
| 649687 | 2011 RF5                 | 18 settembre 2006 | Spacewatch                          |
| 649688 | 2011 RK6                 | 5 settembre 2011  | Pan-STARRS                          |
| 649689 | 2011 RM10                | 18 novembre 2006  | Spacewatch                          |
| 649690 | 2011 RF14                | 4 settembre 2011  | Spacewatch                          |
| 649691 | 2011 RH17                | 18 dicembre 2007  | Mount Lemmon Survey                 |
| 649692 | 2011 RG18                | 6 settembre 2011  | Pan-STARRS                          |
| 649693 | 2011 RM21                | 4 settembre 2011  | Pan-STARRS                          |
| 649694 | 2011 RT22                | 4 settembre 2011  | Pan-STARRS                          |
| 649695 | 2011 RW22                | 6 luglio 2016     | Pan-STARRS                          |
| 649696 | 2011 RD23                | 9 maggio 2005     | Spacewatch                          |
| 649697 | 2011 RK23                | 23 settembre 2005 | Spacewatch                          |
| 649698 | 2011 RF27                | 4 settembre 2011  | Pan-STARRS                          |
| 649699 | 2011 RG32                | 4 settembre 2011  | Pan-STARRS                          |
| 649700 | 2011 RC40                | 4 settembre 2011  | Pan-STARRS                          |

## 649701–649800
| Nome                | Designazione provvisoria | Data di scoperta  | Scopritore                          |
| ------------------- | ------------------------ | ----------------- | ----------------------------------- |
| 649701              | 2011 SE1                 | 17 settembre 2011 | Pan-STARRS                          |
| 649702              | 2011 SQ3                 | 18 settembre 2011 | Mount Lemmon Survey                 |
| 649703              | 2011 SU3                 | 11 giugno 2011    | Mount Lemmon Survey                 |
| 649704              | 2011 SY5                 | 22 novembre 2006  | CSS                                 |
| 649705              | 2011 SC7                 | 18 settembre 2011 | Spacewatch                          |
| 649706              | 2011 SG7                 | 18 settembre 2011 | Spacewatch                          |
| 649707              | 2011 ST10                | 25 settembre 2006 | Spacewatch                          |
| 649708              | 2011 SX17                | 19 settembre 2011 | Mount Lemmon Survey                 |
| 649709              | 2011 SY17                | 3 febbraio 2008   | CSS                                 |
| 649710              | 2011 SO19                | 19 settembre 2011 | Mount Lemmon Survey                 |
| 649711              | 2011 SY20                | 20 settembre 2011 | Pan-STARRS                          |
| 649712              | 2011 SH21                | 21 maggio 2010    | M. Schwartz, P. R. Holvorcem        |
| 649713              | 2011 SW22                | 18 settembre 2011 | Mount Lemmon Survey                 |
| 649714              | 2011 SR24                | 20 ottobre 1998   | P. Pravec                           |
| 649715              | 2011 SU26                | 27 agosto 2011    | Pan-STARRS                          |
| 649716              | 2011 SA28                | 6 agosto 2002     | NEAT                                |
| 649717              | 2011 SJ28                | 4 settembre 2011  | Pan-STARRS                          |
| 649718              | 2011 SW28                | 26 agosto 2011    | Osservatorio astronomico di Maiorca |
| 649719              | 2011 SR29                | 28 settembre 2006 | Spacewatch                          |
| 649720              | 2011 SZ30                | 23 agosto 2011    | Pan-STARRS                          |
| 649721              | 2011 SB36                | 1 dicembre 2006   | Mount Lemmon Survey                 |
| 649722              | 2011 SH43                | 15 gennaio 2007   | Osservatorio di Mauna Kea           |
| 649723              | 2011 SJ47                | 20 settembre 2011 | Mount Lemmon Survey                 |
| 649724              | 2011 SA48                | 20 settembre 2011 | Mount Lemmon Survey                 |
| 649725              | 2011 SV48                | 20 settembre 2011 | Mount Lemmon Survey                 |
| 649726              | 2011 SW49                | 20 settembre 2011 | Pan-STARRS                          |
| 649727              | 2011 SR51                | 22 settembre 2011 | L. Bernasconi                       |
| 649728              | 2011 SQ58                | 5 settembre 2007  | Mount Lemmon Survey                 |
| 649729              | 2011 SA59                | 2 settembre 2011  | Pan-STARRS                          |
| 649730              | 2011 SJ60                | 19 settembre 2011 | Pan-STARRS                          |
| 649731              | 2011 SK61                | 27 agosto 2000    | R. Millis, L. H. Wasserman          |
| 649732              | 2011 SW61                | 16 dicembre 2007  | Spacewatch                          |
| 649733              | 2011 SZ62                | 15 gennaio 2007   | Osservatorio di Mauna Kea           |
| 649734              | 2011 SC64                | 22 settembre 2011 | Spacewatch                          |
| 649735              | 2011 SZ70                | 23 settembre 2011 | Spacewatch                          |
| 649736              | 2011 SM71                | 3 febbraio 2009   | Spacewatch                          |
| 649737              | 2011 SD73                | 13 febbraio 2008  | Spacewatch                          |
| 649738              | 2011 SE73                | 19 settembre 2011 | Mount Lemmon Survey                 |
| 649739              | 2011 SF74                | 19 settembre 2003 | Spacewatch                          |
| 649740              | 2011 SU81                | 21 febbraio 2009  | Spacewatch                          |
| 649741              | 2011 SH83                | 29 agosto 2005    | Spacewatch                          |
| 649742              | 2011 SP84                | 21 settembre 2011 | Spacewatch                          |
| 649743              | 2011 SC88                | 31 agosto 2005    | NEAT                                |
| 649744              | 2011 SY88                | 22 settembre 2011 | Spacewatch                          |
| 649745              | 2011 SD90                | 22 settembre 2011 | Spacewatch                          |
| 649746              | 2011 SR90                | 22 settembre 2011 | Spacewatch                          |
| 649747              | 2011 SH91                | 19 agosto 2006    | NEAT                                |
| 649748              | 2011 SY91                | 22 settembre 2011 | Spacewatch                          |
| 649749              | 2011 SG96                | 24 settembre 2011 | Mount Lemmon Survey                 |
| 649750              | 2011 SJ99                | 8 settembre 2011  | Spacewatch                          |
| 649751              | 2011 SO99                | 23 settembre 2011 | Pan-STARRS                          |
| 649752              | 2011 SC104               | 23 settembre 2011 | Spacewatch                          |
| 649753              | 2011 SP107               | 8 settembre 2011  | Spacewatch                          |
| 649754              | 2011 SW107               | 17 marzo 2004     | Spacewatch                          |
| 649755              | 2011 SZ107               | 15 ottobre 2004   | Mount Lemmon Survey                 |
| 649756              | 2011 SQ110               | 2 novembre 2006   | Mount Lemmon Survey                 |
| 649757              | 2011 SR110               | 16 settembre 2011 | Osservatorio astronomico di Maiorca |
| 649758              | 2011 SU113               | 29 agosto 2011    | SSS                                 |
| 649759              | 2011 SS114               | 29 agosto 2011    | V. Gerke                            |
| 649760              | 2011 SA119               | 26 marzo 2003     | NEAT                                |
| 649761              | 2011 SZ119               | 7 settembre 2011  | Spacewatch                          |
| 649762              | 2011 SQ120               | 29 agosto 2005    | Spacewatch                          |
| 649763              | 2011 SD121               | 21 settembre 2011 | Spacewatch                          |
| 649764              | 2011 SR127               | 20 settembre 2011 | Spacewatch                          |
| 649765              | 2011 SF128               | 23 settembre 2011 | Pan-STARRS                          |
| 649766              | 2011 SM129               | 23 settembre 2011 | Pan-STARRS                          |
| 649767              | 2011 SJ139               | 1 febbraio 2009   | Spacewatch                          |
| 649768              | 2011 SO141               | 21 settembre 2011 | Spacewatch                          |
| 649769              | 2011 SW141               | 21 settembre 2011 | Spacewatch                          |
| 649770              | 2011 SV142               | 23 settembre 2011 | Pan-STARRS                          |
| 649771              | 2011 ST146               | 8 settembre 2011  | Spacewatch                          |
| 649772              | 2011 SU146               | 26 settembre 2011 | Mount Lemmon Survey                 |
| 649773              | 2011 SH147               | 26 settembre 2011 | Mount Lemmon Survey                 |
| 649774              | 2011 SC150               | 23 agosto 2007    | Spacewatch                          |
| 649775              | 2011 SK151               | 8 settembre 2011  | Spacewatch                          |
| 649776              | 2011 SJ152               | 26 settembre 2011 | Pan-STARRS                          |
| 649777              | 2011 SA153               | 4 settembre 2011  | Pan-STARRS                          |
| 649778              | 2011 SZ153               | 27 agosto 2011    | L. Elenin                           |
| 649779              | 2011 SC164               | 23 settembre 2011 | Pan-STARRS                          |
| 649780              | 2011 SM166               | 7 ottobre 2001    | NEAT                                |
| 649781              | 2011 SJ168               | 19 febbraio 2009  | Mount Lemmon Survey                 |
| 649782              | 2011 SN173               | 25 aprile 2003    | Spacewatch                          |
| 649783              | 2011 SC176               | 9 settembre 2011  | Spacewatch                          |
| 649784              | 2011 SC177               | 26 settembre 2011 | Mount Lemmon Survey                 |
| 649785              | 2011 SV177               | 28 settembre 2011 | A. Knöfel                           |
| 649786              | 2011 SD181               | 26 settembre 2011 | Spacewatch                          |
| 649787              | 2011 SU183               | 13 settembre 2007 | Mount Lemmon Survey                 |
| 649788              | 2011 SE186               | 27 luglio 2005    | NEAT                                |
| 649789              | 2011 SX187               | 22 settembre 2011 | Spacewatch                          |
| 649790              | 2011 SZ191               | 24 settembre 2011 | Pan-STARRS                          |
| 649791              | 2011 SX194               | 27 luglio 2005    | NEAT                                |
| 649792 Sergejbondar | 2011 SY194               | 19 settembre 2011 | T. V. Kryachko, B. Satovskij        |
| 649793              | 2011 SL201               | 12 settembre 2002 | NEAT                                |
| 649794              | 2011 SU202               | 9 agosto 2000     | Spacewatch                          |
| 649795              | 2011 SX204               | 28 settembre 2006 | Spacewatch                          |
| 649796              | 2011 SD208               | 4 settembre 2011  | Pan-STARRS                          |
| 649797              | 2011 SK209               | 13 settembre 2007 | Mount Lemmon Survey                 |
| 649798              | 2011 SF212               | 21 settembre 2011 | Spacewatch                          |
| 649799              | 2011 SH213               | 27 agosto 2011    | Pan-STARRS                          |
| 649800              | 2011 SW213               | 8 marzo 2008      | Mount Lemmon Survey                 |

## 649801–649900
| Nome              | Designazione provvisoria | Data di scoperta  | Scopritore                          |
| ----------------- | ------------------------ | ----------------- | ----------------------------------- |
| 649801            | 2011 SN217               | 24 settembre 2011 | Mount Lemmon Survey                 |
| 649802            | 2011 SP222               | 7 settembre 2000  | Spacewatch                          |
| 649803            | 2011 SW222               | 29 agosto 2011    | SSS                                 |
| 649804            | 2011 SU225               | 23 settembre 2011 | L. Elenin                           |
| 649805            | 2011 SS232               | 24 settembre 2011 | Mount Lemmon Survey                 |
| 649806            | 2011 SV232               | 30 settembre 2011 | K. Sárneczky                        |
| 649807            | 2011 SW233               | 1 settembre 2011  | Osservatorio astronomico di Maiorca |
| 649808            | 2011 SB234               | 22 dicembre 2006  | B. Christophe                       |
| 649809            | 2011 SF234               | 19 settembre 2011 | Osservatorio astronomico di Maiorca |
| 649810            | 2011 SX236               | 8 settembre 2011  | Spacewatch                          |
| 649811            | 2011 SV241               | 21 settembre 2011 | CSS                                 |
| 649812            | 2011 SD244               | 26 settembre 2011 | Pan-STARRS                          |
| 649813            | 2011 SV247               | 29 settembre 2011 | Spacewatch                          |
| 649814            | 2011 SB253               | 30 giugno 2005    | NEAT                                |
| 649815            | 2011 SG253               | 13 febbraio 2008  | Spacewatch                          |
| 649816 Marycoates | 2011 SK255               | 26 settembre 2011 | N. Falla                            |
| 649817            | 2011 ST255               | 29 agosto 2005    | A. Boattini                         |
| 649818            | 2011 SU258               | 24 settembre 2011 | Mount Lemmon Survey                 |
| 649819            | 2011 SH263               | 27 agosto 2011    | Pan-STARRS                          |
| 649820            | 2011 SM263               | 27 marzo 2004     | Spacewatch                          |
| 649821            | 2011 SC264               | 28 settembre 2006 | Spacewatch                          |
| 649822            | 2011 SN264               | 4 settembre 2011  | Spacewatch                          |
| 649823            | 2011 SK270               | 5 settembre 2000  | SDSS Collaboration                  |
| 649824            | 2011 SR271               | 9 settembre 2011  | Spacewatch                          |
| 649825            | 2011 SR272               | 24 settembre 2011 | Pan-STARRS                          |
| 649826            | 2011 SX273               | 20 maggio 2004    | Spacewatch                          |
| 649827            | 2011 SU274               | 24 settembre 2011 | Mount Lemmon Survey                 |
| 649828            | 2011 SF275               | 27 settembre 2011 | L. Elenin                           |
| 649829            | 2011 SU280               | 23 settembre 2011 | Spacewatch                          |
| 649830            | 2011 SJ281               | 26 settembre 2011 | Mount Lemmon Survey                 |
| 649831            | 2011 SY283               | 26 settembre 2011 | SSS                                 |
| 649832            | 2011 SD284               | 30 agosto 2011    | K. Sárneczky                        |
| 649833            | 2011 SP284               | 24 settembre 2011 | Pan-STARRS                          |
| 649834            | 2011 SS287               | 2 ottobre 2000    | SDSS Collaboration                  |
| 649835            | 2011 SG290               | 22 settembre 2011 | Spacewatch                          |
| 649836            | 2011 SB291               | 19 settembre 2011 | Pan-STARRS                          |
| 649837            | 2011 SD295               | 3 gennaio 2013    | Mount Lemmon Survey                 |
| 649838            | 2011 ST296               | 24 aprile 2014    | Mount Lemmon Survey                 |
| 649839            | 2011 SV297               | 14 gennaio 2013   | Mount Lemmon Survey                 |
| 649840            | 2011 SF299               | 10 aprile 2013    | Pan-STARRS                          |
| 649841            | 2011 SY302               | 20 settembre 2011 | Spacewatch                          |
| 649842            | 2011 SA307               | 24 settembre 2011 | Pan-STARRS                          |
| 649843            | 2011 SG307               | 20 settembre 2011 | Pan-STARRS                          |
| 649844            | 2011 SH308               | 18 settembre 2011 | Mount Lemmon Survey                 |
| 649845            | 2011 SN308               | 18 settembre 2011 | Mount Lemmon Survey                 |
| 649846            | 2011 SC309               | 22 settembre 2011 | Spacewatch                          |
| 649847            | 2011 SZ311               | 24 settembre 2011 | Pan-STARRS                          |
| 649848            | 2011 SW312               | 25 settembre 2011 | Pan-STARRS                          |
| 649849            | 2011 SL314               | 29 settembre 2011 | Mount Lemmon Survey                 |
| 649850            | 2011 SU314               | 18 settembre 2011 | Mount Lemmon Survey                 |
| 649851            | 2011 SV314               | 28 settembre 2011 | Spacewatch                          |
| 649852            | 2011 SY323               | 19 settembre 2011 | Pan-STARRS                          |
| 649853            | 2011 SB330               | 4 marzo 2008      | Spacewatch                          |
| 649854            | 2011 SW331               | 26 settembre 2011 | Pan-STARRS                          |
| 649855            | 2011 SU333               | 4 settembre 2011  | Pan-STARRS                          |
| 649856            | 2011 SB334               | 29 settembre 2011 | Spacewatch                          |
| 649857            | 2011 SH334               | 24 settembre 2011 | Pan-STARRS                          |
| 649858            | 2011 SV334               | 26 settembre 2011 | Pan-STARRS                          |
| 649859            | 2011 SN339               | 24 settembre 2011 | Pan-STARRS                          |
| 649860            | 2011 SA342               | 30 settembre 2011 | K. Sárneczky                        |
| 649861            | 2011 SM343               | 24 settembre 2011 | Pan-STARRS                          |
| 649862            | 2011 SN343               | 28 settembre 2011 | Spacewatch                          |
| 649863            | 2011 SK346               | 20 settembre 2011 | Pan-STARRS                          |
| 649864            | 2011 SA355               | 23 settembre 2011 | Spacewatch                          |
| 649865            | 2011 SB360               | 20 settembre 2011 | Mount Lemmon Survey                 |
| 649866            | 2011 TC3                 | 21 settembre 2011 | Spacewatch                          |
| 649867            | 2011 TF6                 | 2 ottobre 2011    | L. Elenin                           |
| 649868            | 2011 TW6                 | 30 dicembre 2007  | Spacewatch                          |
| 649869            | 2011 TT7                 | 2 ottobre 2011    | W. Bickel                           |
| 649870            | 2011 TJ9                 | 23 settembre 2011 | L. Elenin                           |
| 649871            | 2011 TB12                | 31 luglio 2005    | NEAT                                |
| 649872            | 2011 TG12                | 4 ottobre 2011    | S. Karge, U. Zimmer                 |
| 649873            | 2011 TL14                | 2 ottobre 2011    | L. Elenin                           |
| 649874            | 2011 TO14                | 2 ottobre 2011    | L. Elenin                           |
| 649875            | 2011 TP14                | 15 ottobre 2001   | NEAT                                |
| 649876            | 2011 TO17                | 15 ottobre 2011   | PTF                                 |
| 649877            | 2011 TC18                | 1 ottobre 2011    | Mount Lemmon Survey                 |
| 649878            | 2011 TR18                | 1 ottobre 2011    | Mount Lemmon Survey                 |
| 649879            | 2011 TL20                | 1 ottobre 2011    | Mount Lemmon Survey                 |
| 649880            | 2011 TO20                | 1 ottobre 2011    | W. Bickel                           |
| 649881            | 2011 TM22                | 1 ottobre 2011    | Mount Lemmon Survey                 |
| 649882            | 2011 UM5                 | 29 settembre 2003 | Spacewatch                          |
| 649883            | 2011 UV11                | 18 settembre 2011 | Mount Lemmon Survey                 |
| 649884            | 2011 UO12                | 16 ottobre 2011   | Spacewatch                          |
| 649885            | 2011 UB15                | 19 ottobre 2006   | Spacewatch                          |
| 649886            | 2011 UF15                | 17 ottobre 2011   | Spacewatch                          |
| 649887            | 2011 UD24                | 21 novembre 2006  | Spacewatch                          |
| 649888            | 2011 UV24                | 17 ottobre 2011   | Spacewatch                          |
| 649889            | 2011 UT26                | 17 ottobre 2011   | Spacewatch                          |
| 649890            | 2011 UQ31                | 11 ottobre 2006   | NEAT                                |
| 649891            | 2011 UE32                | 24 settembre 2011 | L. Elenin                           |
| 649892            | 2011 UD33                | 27 agosto 2005    | NEAT                                |
| 649893            | 2011 UL33                | 29 settembre 2011 | Mount Lemmon Survey                 |
| 649894            | 2011 UN33                | 21 settembre 2011 | Spacewatch                          |
| 649895            | 2011 UL34                | 2 marzo 2006      | Spacewatch                          |
| 649896            | 2011 UK36                | 19 ottobre 2011   | Mount Lemmon Survey                 |
| 649897            | 2011 UY42                | 10 settembre 2007 | Spacewatch                          |
| 649898            | 2011 UM44                | 26 settembre 2011 | Spacewatch                          |
| 649899            | 2011 UJ45                | 24 settembre 2011 | Pan-STARRS                          |
| 649900            | 2011 UV58                | 18 ottobre 2001   | NEAT                                |

## 649901–650000
| Nome                  | Designazione provvisoria | Data di scoperta  | Scopritore                   |
| --------------------- | ------------------------ | ----------------- | ---------------------------- |
| 649901                | 2011 UT67                | 24 settembre 2011 | Pan-STARRS                   |
| 649902                | 2011 UA70                | 30 agosto 2005    | Spacewatch                   |
| 649903                | 2011 UO75                | 17 novembre 2000  | Spacewatch                   |
| 649904                | 2011 UC77                | 19 ottobre 2011   | Spacewatch                   |
| 649905                | 2011 UU77                | 19 ottobre 2011   | Spacewatch                   |
| 649906                | 2011 UH79                | 19 ottobre 2011   | Spacewatch                   |
| 649907                | 2011 UP79                | 19 ottobre 2011   | Spacewatch                   |
| 649908                | 2011 UF80                | 19 ottobre 2011   | Spacewatch                   |
| 649909                | 2011 UH97                | 12 febbraio 2002  | Spacewatch                   |
| 649910                | 2011 UD103               | 11 settembre 2007 | Spacewatch                   |
| 649911                | 2011 UA105               | 26 settembre 2011 | W. Bickel                    |
| 649912                | 2011 UH106               | 16 ottobre 2003   | NEAT                         |
| 649913                | 2011 UU109               | 18 ottobre 2011   | A. Szing                     |
| 649914                | 2011 UJ110               | 21 ottobre 2011   | Mount Lemmon Survey          |
| 649915                | 2011 UC117               | 9 settembre 2011  | Spacewatch                   |
| 649916                | 2011 UB119               | 30 agosto 2005    | NEAT                         |
| 649917                | 2011 UC126               | 20 ottobre 2011   | Spacewatch                   |
| 649918                | 2011 UU130               | 5 ottobre 2011    | K. Sárneczky                 |
| 649919                | 2011 UA139               | 23 marzo 2003     | SDSS Collaboration           |
| 649920                | 2011 UE147               | 24 ottobre 2011   | Pan-STARRS                   |
| 649921                | 2011 UX149               | 29 gennaio 2009   | Mount Lemmon Survey          |
| 649922                | 2011 UT156               | 24 settembre 2011 | Pan-STARRS                   |
| 649923                | 2011 UV161               | 13 settembre 2007 | Spacewatch                   |
| 649924                | 2011 UT169               | 21 ottobre 2011   | Mount Lemmon Survey          |
| 649925                | 2011 UR174               | 23 ottobre 2011   | Pan-STARRS                   |
| 649926                | 2011 UP175               | 22 ottobre 2003   | SDSS Collaboration           |
| 649927                | 2011 UV175               | 29 marzo 2008     | CSS                          |
| 649928                | 2011 UU176               | 20 ottobre 2011   | Spacewatch                   |
| 649929                | 2011 UY180               | 14 ottobre 2007   | Mount Lemmon Survey          |
| 649930                | 2011 UC185               | 25 ottobre 2011   | Pan-STARRS                   |
| 649931                | 2011 UL185               | 1 aprile 2003     | SDSS Collaboration           |
| 649932                | 2011 UH186               | 17 maggio 2009    | Mount Lemmon Survey          |
| 649933                | 2011 UK188               | 26 ottobre 2011   | L. Elenin                    |
| 649934                | 2011 US188               | 26 ottobre 2011   | Pan-STARRS                   |
| 649935                | 2011 UF195               | 25 settembre 2011 | Pan-STARRS                   |
| 649936                | 2011 UN198               | 25 ottobre 2011   | Spacewatch                   |
| 649937                | 2011 UD203               | 26 ottobre 2011   | Pan-STARRS                   |
| 649938                | 2011 UJ204               | 26 ottobre 2011   | Pan-STARRS                   |
| 649939                | 2011 UW204               | 4 ottobre 2011    | K. Sárneczky                 |
| 649940                | 2011 UG205               | 20 ottobre 2011   | Pan-STARRS                   |
| 649941                | 2011 UM205               | 29 agosto 2006    | CSS                          |
| 649942                | 2011 UR205               | 24 settembre 2011 | Pan-STARRS                   |
| 649943                | 2011 UN210               | 13 febbraio 2008  | Mount Lemmon Survey          |
| 649944                | 2011 UY211               | 15 novembre 2006  | Spacewatch                   |
| 649945                | 2011 UJ212               | 24 ottobre 2011   | Mount Lemmon Survey          |
| 649946                | 2011 UE216               | 1 novembre 2006   | Spacewatch                   |
| 649947                | 2011 UE220               | 10 agosto 2007    | Spacewatch                   |
| 649948                | 2011 UT221               | 6 marzo 2008      | Mount Lemmon Survey          |
| 649949                | 2011 UN225               | 24 ottobre 2011   | Mount Lemmon Survey          |
| 649950                | 2011 UM226               | 27 aprile 2009    | Mount Lemmon Survey          |
| 649951                | 2011 UJ237               | 9 settembre 2007  | Mount Lemmon Survey          |
| 649952                | 2011 US238               | 7 ottobre 2005    | Spacewatch                   |
| 649953                | 2011 UC241               | 21 settembre 2011 | Spacewatch                   |
| 649954                | 2011 UY241               | 27 settembre 2011 | Mount Lemmon Survey          |
| 649955                | 2011 UC245               | 26 ottobre 2011   | Spacewatch                   |
| 649956                | 2011 UB247               | 30 agosto 2002    | NEAT                         |
| 649957                | 2011 UV253               | 11 febbraio 2004  | NEAT                         |
| 649958                | 2011 UF254               | 18 ottobre 2011   | Spacewatch                   |
| 649959                | 2011 UW256               | 24 ottobre 2011   | CSS                          |
| 649960                | 2011 UO257               | 24 ottobre 2011   | Pan-STARRS                   |
| 649961                | 2011 UH258               | 18 ottobre 2011   | Mount Lemmon Survey          |
| 649962                | 2011 UL260               | 22 agosto 2003    | NEAT                         |
| 649963                | 2011 UF261               | 19 ottobre 2011   | Spacewatch                   |
| 649964 Friedrichvolck | 2011 UP269               | 29 ottobre 2011   | ESA OGS                      |
| 649965                | 2011 UA270               | 12 agosto 2006    | NEAT                         |
| 649966                | 2011 UW271               | 27 gennaio 2007   | Mount Lemmon Survey          |
| 649967                | 2011 UO272               | 1 novembre 2006   | Mount Lemmon Survey          |
| 649968                | 2011 UJ273               | 30 ottobre 2011   | Mount Lemmon Survey          |
| 649969                | 2011 UN278               | 12 marzo 2008     | Spacewatch                   |
| 649970                | 2011 UR278               | 25 ottobre 2011   | Pan-STARRS                   |
| 649971                | 2011 UH283               | 27 novembre 2006  | Spacewatch                   |
| 649972                | 2011 UD285               | 13 settembre 2007 | Mount Lemmon Survey          |
| 649973                | 2011 UJ285               | 20 ottobre 2011   | Mount Lemmon Survey          |
| 649974                | 2011 UO289               | 28 ottobre 2011   | Mount Lemmon Survey          |
| 649975                | 2011 UF290               | 24 settembre 2011 | Pan-STARRS                   |
| 649976                | 2011 UX295               | 7 ottobre 2005    | Spacewatch                   |
| 649977                | 2011 UR297               | 29 ottobre 2011   | Spacewatch                   |
| 649978                | 2011 UQ298               | 15 ottobre 2007   | Spacewatch                   |
| 649979                | 2011 UV299               | 19 ottobre 2011   | Mount Lemmon Survey          |
| 649980                | 2011 UG301               | 30 ottobre 2011   | Mount Lemmon Survey          |
| 649981                | 2011 UW308               | 28 ottobre 2011   | T. V. Kryachko, B. Satovskij |
| 649982                | 2011 UH309               | 25 settembre 2011 | Pan-STARRS                   |
| 649983                | 2011 UW309               | 12 settembre 2007 | Spacewatch                   |
| 649984                | 2011 UD313               | 27 novembre 2000  | Spacewatch                   |
| 649985                | 2011 UR315               | 30 ottobre 2011   | Spacewatch                   |
| 649986                | 2011 UD320               | 30 ottobre 2011   | Spacewatch                   |
| 649987                | 2011 UJ322               | 31 ottobre 2011   | V. Gerke                     |
| 649988                | 2011 UD324               | 26 settembre 2011 | Spacewatch                   |
| 649989                | 2011 UQ327               | 20 aprile 2009    | Spacewatch                   |
| 649990                | 2011 UK330               | 22 dicembre 2006  | Spacewatch                   |
| 649991                | 2011 UL331               | 25 settembre 2005 | Spacewatch                   |
| 649992                | 2011 UR331               | 24 ottobre 2011   | Pan-STARRS                   |
| 649993                | 2011 UN332               | 24 settembre 2011 | Pan-STARRS                   |
| 649994                | 2011 UN333               | 29 ottobre 2011   | Pan-STARRS                   |
| 649995                | 2011 UF335               | 22 settembre 2011 | CSS                          |
| 649996                | 2011 UO335               | 26 settembre 2011 | Mount Lemmon Survey          |
| 649997                | 2011 UC338               | 21 settembre 2011 | Spacewatch                   |
| 649998                | 2011 UZ340               | 18 settembre 2003 | Spacewatch                   |
| 649999                | 2011 UK345               | 19 ottobre 2011   | Pan-STARRS                   |
| 650000                | 2011 UL345               | 17 novembre 2006  | Mount Lemmon Survey          |